# Yamaha SY
Yamaha SY - seria syntezatorów i stacji roboczych produkowanych w latach 1989-1994 (ostatni model pojawił się na rynku w 1992) przez firmę Yamaha. Seria SY jest konkurentem Korga M1 - pierwszej stacji roboczej na rynku.

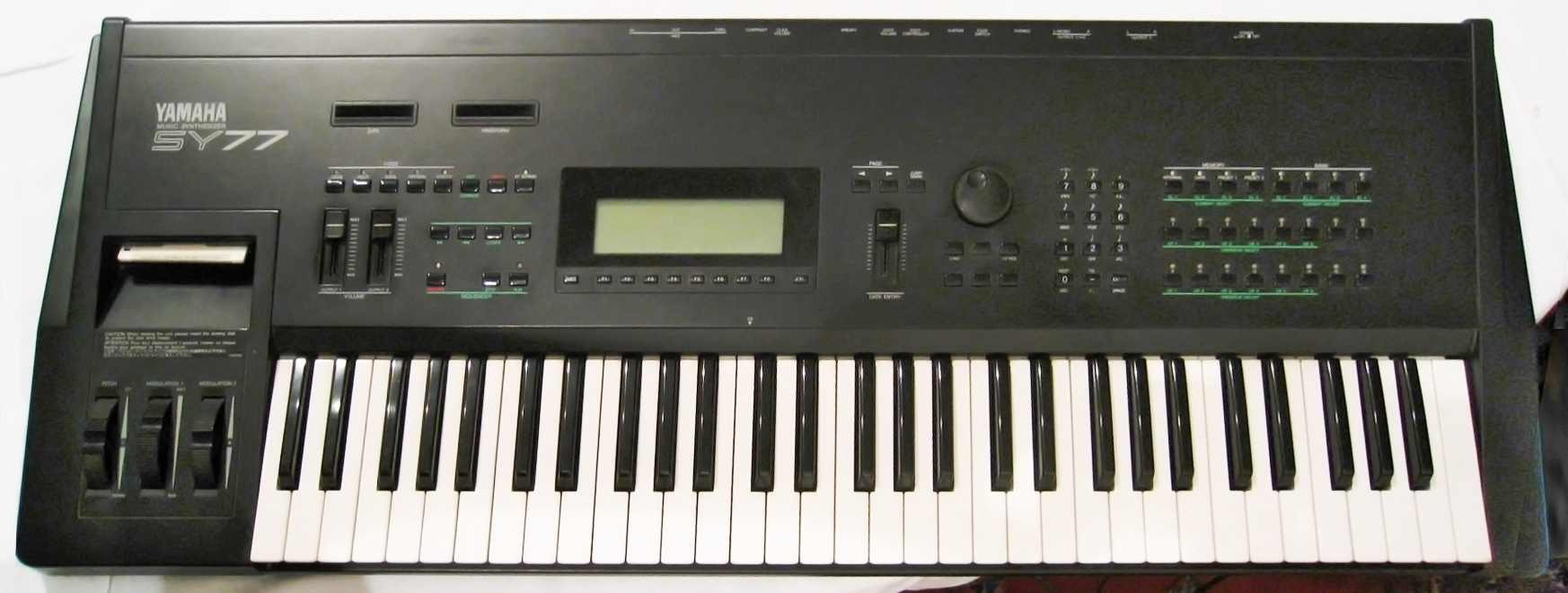
Yamaha SY77

## Modele
W skład serii SY wchodzi 6 instrumentów:
- SY22 (1990)
- SY35 (1992)
- SY55 (1990)
- SY77 (1989)
- SY85 (1992)
- SY99 (1991)